# Lepidonotaris petax
Lepidonotaris petax (лат.) — вид жуков из семейства брахицерид (Brachyceridae). Единственный представитель рода Lepidonotaris.

## Описание
Усиковая бороздка в светлых волосках. Надкрылья в сплошных одинаковых удлинённых выпуклых блестящих зерновидных чешуйках, не образующих узора, и с редкими прилегающими щетинками, остальное тело в волосках.

## Распространение
Встречается в Евразии от Европы до Дальнего Востока